# Jakob Biegi
Jakob Biegi (* 15. September 1886 in Osthofen; † 20. Dezember 1955 in Wetzlar) war ein hessischer Politiker (SPD) und ehemaliger Abgeordneter des Landtags des Volksstaates Hessen in der Weimarer Republik.
Jakob Biegi war der Sohn des Tagelöhners Johann Biegi II. und dessen Frau Christine geborene Holzmann. Jakob Biegi, der evangelischen Glaubens war, war mit Elisabeth geborene Lemb verheiratet. 
Jakob Biegi arbeitete als Maurer und war später Leiter der Verteilungsstelle Osthofen des Bezirkskonsumvereins Worms-Lampertheim. Er war Stadtverordneter in Wetzlar. In der ersten Wahlperiode war er von 1919 bis 1921 Mitglied des Landtags.